# Jakob Silfverberg
Jakob Silfverberg (Gävle, Suecia, 13 de octubre de 1990) es un jugador profesional sueco de hockey sobre hielo que se desempeña en la posición de extremo derecho en Anaheim Ducks, equipo de la National Hockey League (NHL).

## Carrera
Fue seleccionado en la segunda ronda en la NHL Entry Draft de 2009. En 2011 hizo su debut profesional con el equipo Ottawa Senators, en el cual jugó dos temporadas (2011-2013), después pasó a Anaheim Ducks, donde lleva jugando once temporadas.